# 칼립소 (음악)
칼립소(Calypso)는 앤틸리스 제도의 트리니다드 섬에서 발생한 음악이다. 바베이도스, 자메이카 섬 등에서도 번창하였다. 이 음악은 댄스리듬이 아닌 풍자 노래의 형식으로 구성되어 있다. 칼립소가 유명해진 계기는 1957년에 해리 벨라폰테의 〈바나나 보트〉(데이오)가 인기를 얻으면서부터이지만, 이 곡 자체는 자메이카의 노동요이므로 엄밀하게 말하면 칼립소라고 할 수 없다. 벨라폰테가 부른 〈마틸다〉가 칼립소의 예이다.

## 같이 보기
- 스쿠스
- 마라벤타
- 소카 (음악)